# Marshall Taylor
Marshall Walter «Major» Taylor (Indianapolis, 26 de novembre de 1878 - Chicago, 21 de juny de 1932) fou un ciclista estatunidenc, professional des del 1896 fins al 1910. Es va centrar en el ciclisme en pista. El 1899 es proclamà Campió del món en velocitat sent el segon esportista negre en aconseguir un campionat mundial, rere el boxador canadenc George Dixon.
Taylor va haver de patir la forta discriminació racial habitual l'època, fins i tot la dels seus propis companys. Malgrat això, fou considerat un dels ciclistes més ràpids de principi de segle xx, marcant set rècords del món. Fou molt popular a Europa participant i guanyant nombroses curses.

## Palmarès
- 1899
  -  Campió del Món en Velocitat
- 1900
  -  Campió dels Estats Units en Velocitat